# Almassora
Almassora är en ort i Spanien.   Den ligger i provinsen Província de Castelló och regionen Valencia, i den östra delen av landet, 300 km öster om huvudstaden Madrid. Almassora ligger 37 meter över havet och antalet invånare är 24 963.
Terrängen runt Almassora är huvudsakligen platt, men norrut är den kuperad. Närmaste större samhälle är Castelló de la Plana, 4,4 km norr om Almassora. Trakten runt Almassora består till största delen av jordbruksmark.